# 深瀬勝範
深瀬 勝範（ふかせ かつのり、1962年11月 - ）は、経営コンサルタント。社会保険労務士。経営・労働評論家。
三菱UFJリサーチ&コンサルティング株式会社をへてFフロンティア株式会社 代表取締役。

## 経歴
神奈川県横浜市生まれ。得意分野は、組織改革、経営分析。また、労働問題や社会保障問題にも詳しい。
1981年  聖光学院高等学校卒業。1986年　一橋大学社会学部卒業。日本ビクター人事部に勤務。
1992年　富士総合研究所 （現 みずほ総合研究所）経営コンサルタント。
2000年　トランスコスモス人財マネジメント部長。2001年　三和総合研究所（現 三菱UFJリサーチ&コンサルティング）に勤務。

## 著書
- 『ポスト成果主義の人材戦略』（中央経済社, 2001年）
- 『社会福祉法人の事業シミュレーション・モデル』（中央経済社、2007年）
- 『労政時報別冊 実践人事データ活用術 』（労務行政、2009年）